# Langona bisecta
Langona bisecta är en spindelart som beskrevs av Lawrence 1927 [1928. Langona bisecta ingår i släktet Langona och familjen hoppspindlar. Inga underarter finns listade i Catalogue of Life.